# Thomas Kreidel
Thomas Kreidel (* 1964 in Taunusstein) ist ein deutscher Tischtennis- und Tennisspieler im Rollstuhl. Er gewann mehrmals Gold bei Behindertenweltmeisterschaften und Paralympics.

## Fußgänger
Bereits vor seiner Behinderung galt Kreidel als Tischtennis-Talent mit Zukunft. In der hessischen Schülerrangliste wurde er 1978 auf Platz 1 geführt. In diesem Jahr gewann er Bronze bei den deutschen Schülermeisterschaften. 1981 erreichte er bei den deutschen Jugendmeisterschaften das Viertelfinale. Er gehörte dem Verein TV Bierstadt an.
Mit 19 Jahren wurde er als Folge eines Autounfalles querschnittsgelähmt. Von nun an war er auf den Rollstuhl angewiesen.

## Behindertensport
Kreidel spielte weiterhin Tischtennis, nun trat er im Rollstuhl in der damals „Schadensklasse 4“ benannten Startklasse an. Drei Monate nach seinem Unfall holte der bei den Deutschen TT-Meisterschaften für Rollstuhlfahrer Bronze. Von 1986 bis 1999 gewann er alle 14 Deutschen Meisterschaften im Einzel. Mit RSG Koblenz wurde er 1991/92 deutscher Mannschaftsmeister. Später wechselte er zum RSC Frankfurt, wo er zusammen mit Wolf Meißner in der Rollstuhl-Bundesliga antrat. Im Februar 2013 schloss er sich dem TV Leiselheim an, wo er in einer nicht-behinderten Mannschaft in der Verbandsliga spielt.
Mehrmals nahm er an Behinderten-Weltmeisterschaften teil. Hier wurde er 1986, 1990, 1992 und 1996 Weltmeister im Einzel. Bei den Paralympics wurde er 1984, 1988 und 1992 Goldmedaillengewinner im Einzel und mit der Mannschaft, 1996 nur im Einzel. Er holte mehrere Titel bei Europameisterschaften.
Für seine Erfolge wurde Kreidel 1992 vom Ministerpräsidenten Rudolf Scharping mit der Sportplakette des Landes Rheinland-Pfalz ausgezeichnet.
Außerdem erhielt er am 23. Juni 1993 das Silberne Lorbeerblatt sowie 1997 den Georg von Opel-Preis.

## Tennis
Kreidel spielte auch erfolgreich Rollstuhltennis. Hier wurde er 1988, 1989 und 1990 Deutscher Meister in Schadensklasse 4.